# Ноксуби (округ)
Округ Ноксуби (англ. Noxubee County) — округ штата Миссисипи, США. Население округа на 2000 год составляло 12 548 человек. Административный центр округа — город Мейкон.

## История
Округ Ноксуби основан в 1833 году.

## География
Округ занимает площадь 1800 км².

## Демография
Согласно переписи населения 2000 года, в округе Ноксуби проживало 12 548 человек (данные Бюро переписи населения США). Плотность населения составляла 7 человек на квадратный километр.